# SS-Totenkopfverbände
SS-Totenkopfverbände (SS-TV) ou "unidades da caveira" foi uma organização da Schutzstaffel (SS) criada em 1933 e responsável pela administração de campos de concentração e de extermínio no Terceiro Reich, entre outras tarefas semelhantes. A caveira era o emblema geral das SS, mas a Totenkopfverbände também usava a insígnia na aba do colarinho direito para se distinguir de outras formações Nazistas das SS.
As SS-TV, originalmente criadas em 1933, eram uma unidade independente dentro das SS, com suas próprias fileiras e estrutura de comando. Administrava os campos em toda a Alemanha e mais tarde na Europa ocupada. Os campos na Alemanha incluíam Dachau, Bergen-Belsen e Buchenwald; os campos noutros lugares na Europa incluíam Auschwitz-Birkenau na Polónia ocupada, e Mauthausen na Áustria, entre os numerosos outros campos de concentração, e de extermínio. A função dos campos de extermínio foi genocídio; eles incluíram Treblinka, Bełżec, e Sobibór construído especificamente para a Aktion Reinhard, bem como o campo de extermínio original de Chełmno, e Majdanek, equipado com instalações para assassinatos em massa, juntamente com Auschwitz. Eles foram responsáveis por facilitar o que os nazistas chamaram de Solução Final, conhecida desde a guerra como Holocausto, perpetrada pelas SS dentro da estrutura de comando do Gabinete Central de Segurança do Reich, subordinado a Heinrich Himmler, e do Gabinete Económico e Administrativo Central das SS (WVHA).

## Formação

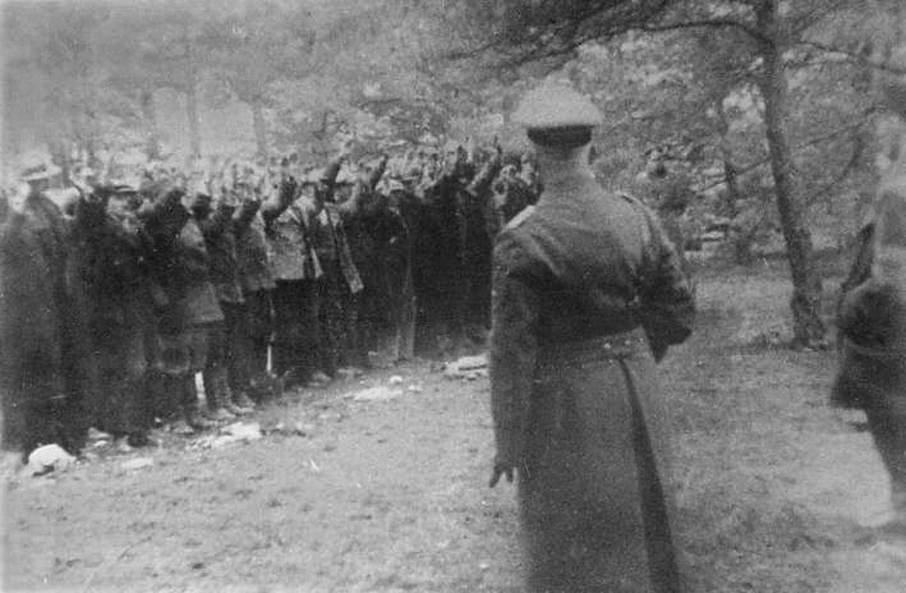
Um dos muitos massacres em Piaśnica, na Polónia, em 1939

Depois de tomar o poder em 1933, o Partido Nazista lançou um programa de encarceramento em massa dos chamados "inimigos do Estado". Nascendo em todas as cidades da Alemanha "como cogumelos depois da chuva", (nas palavras de Himmler), os primeiros campos utilizavam espaços fechados, geralmente sem infraestruturas para detenção permanente (ou seja, salas de máquinas, pisos de fábricas de cerveja, armazéns, adegas). Após a purga dos paramilitares das SA, conhecida como a Noite das Facas Longas (30 de junho a 2 de julho de 1934), as SS assumiram o controle do sistema de campos recém-criado. As SS fundaram campos de concentração estatais em Dachau, Oranienburg e Esterwegen, que já tinham o total de 107 000 'indesejáveis' em 1935.